# アダルト・アフィリエイト
アダルト・アフィリエイトとは、「成人向け」の商品やサービス（性的動画、ライブチャット、出会い系サイトなど）の紹介者が報酬を得るオンライン広告・アフィリエイトの総称。略称は「アダアフィ」。アダルト・アフィリエイト広告にはクリック型と成果型という2種類がある。アダアフィの問題として、ネカマ、リベンジポルノや盗撮など不同意性的記録物、ディープフェイクポルノを含むAI生成画像など違法・非倫理な手法で「集客」やクリック誘導し、アフィリエイトリンクを踏ませる無法地帯的構造が蔓延している。その背景には、犯罪的手法を使うアダルトアフィリエイターにも報酬を支払うASP（アフィリエイト・サービス・プロバイダ）業者の存在がある。こうした仕組みが、被写体女性の同意なき性的記録物の拡散、詐欺被害の助長、青少年への有害情報流布といった社会的被害の温床となっており、アフィリエイター本人とASP業者双方に対する刑事罰・厳罰化・摘発強化の必要性が提起されている。

## 概要
アフィリエイトは、広告主と提携し、成果（クリック・登録・購入など）に応じて報酬を得る仕組みである。アダルトアフィリエイトは他ジャンルよりも高単価で「お金の稼ぎ方」として注目を集める一方で、犯罪的手法の温床となっている。特に性的記録物を被写体女性の不同意で「集客」に用いるなど、倫理や法に反する手段が日常化しており、犯罪被害の加害者としてまったく無関係な第三者（主に一般女性）が巻き込まれるケースも多い。SNSの普及以降、Twitter（現X）、Instagram、Threads、Discordなどで活動する事例が急増し、個人でも容易に参入可能になった。一方で、詐欺的なアプローチによる集客、動画や画像の違法拡散、実在女性の無断使用、未成年に対する性的投稿露出など多くの問題が指摘されている。

## アダアフィ案件の種類
- アダルトアフィリエイトの案件を大別すると「課金」で報酬が支払われる「成果型(成果報酬型)」[4][5]、クリックだけで報酬が支払われる「クリック型(クリック保証型)」[2][5]、「登録」「資料請求」という 見込み客誘導成功だけで支払われる「リード報酬型」、 ブログで表示されると報発生インプレッション数で支払われる「インプレッション保証型」がある[5]。アダルトアフィリエイトの具体的案件には以下のような種類がある[1]。

- アダルト動画配信サイト、ライブチャットサービスなど経由の登録や課金等に対するアフィリエイト
- アダルトグッズ、風俗店サービスなどリンク経由の売上に対するアフィリエイト
- 出会い系サイトへの登録や課金等への誘導 - 実際には「一般女性に出会える」と誤認させるサイトへ登録課金させようとする詐欺的手法が多い。これらのサイトは一般女性ユーザーはおらず、女性は居てもサクラや援デリなどプロであるために「出会えない系サイト」とも言われる。こうした広告やアフィリエイトは、明らかに消費者を欺くものであり、サイト運営側・アダアフィとして掲載するASPの違法性も問われている。

## 批判対象の犯罪行為・「集客」手法
アダアフィリエイターでは下記のような稼ぐために犯罪手法が一般化し、複数アカウント運用でスパムレベルで違法手法を用いたリンク拡散や「集客」が蔓延している。性的記録物の被写体以外による無断投稿行為はリベンジポルノ防止法に該当するが、2020年代以降のアダアフィに用いる者が増加したことで児童ポルノ並に取締る必要性が求めらている。特に、X（旧Twitter）やthreads、インスタグラムでは大量のアダアフィ目的アカウントが作成されており、アルゴリズムによる自動生成・投稿までが行われている。
- ネカマアカウント運営による集客(アフィリエイターが(特定の)女性擬態)  - 通称「ネカマアフィ」。 AI生成画像のみ用いるネカマアカウントはマシな方であり、主に不同意性的記録物や無断転載を使用し、アカウント運営者ではない女性・女性性別を装って投稿する「ネカマ・アフィ」アカウントがSNSに蔓延している。圧倒的に行為者は男性が占めるが、女性アフィリエイターでも「別の女性」の無断転載(非性的動画像)、不同意性的記録物でやる者がいる。

- 非ネカマ系アカウントであるものの、性的記録物の無許可使用時 - 「ネカマアフィ」アカウントとは、ネカマを見分けられない系男性目線でも「アカウント運営者は男性である」と分かるようになってる点が異なる。ただし、「ネカマアフィ」が基本的に1アカウントで1人の女性になりすますのに対して、非ネカマ系はアダアフィのリンクを踏ませる目的で、多数の女性のリベンジポルノや盗撮動画など、同意のない性的記録物をSNSへ投稿する。

## 規制と不正対策
SNS等によりアダルトアフィリエイト稼ぎ目的の投稿が容易に様々なインターネット利用者層の目に入るようになっている。未成年時に性的な誤情報(ネカマアカウント運営者)を信じて課金したり、自身もリベンジポルノなどを用いた「お金稼ぎ」という犯罪行為に手を出す危険性に晒されている。特に18歳が法的に成人となった以降は、成人年齢の中でも18歳が最も騙されやすい。さらには未成年ならば投稿や保有も「児童ポルノ」として厳罰対象で、それが認知されているので行為者(主に男性)も少ない。しかし、18歳の性的記録物となると不同意投稿されても親告罪なので、最年少として狙われやすい。そのため、本人の投稿同意の無しを被写体の年齢問わず一律に罰する「不同意性的記録拡散罪」の制定が求められている。
そのため、以下のような多角的対応が検討されている：
- 警察庁・消費者庁・インターネットポリスによる行為者の摘発強化

- SNS・プラットフォーム(プラットフォーマー)による対処の法的義務化・AIによる検出・警察通報体制整備

- ASP業者への報酬支払い先に対する適性集客か否かの検証義務の法制化
  - ASP業者にも重大な責任があり、アフィリエイター本人だけでなく、犯罪アフィリエイター発生原因となっているASP業者側への刑事罰といった厳格な対応が求められている。
    - 詐欺的広告案件（例：「素人女性に出会える」）の放置・事実上黙認
    - ネカマアフィアカウントなど不正集客アカウント経由でも成果報酬支払い
    - 違法な記録物（リベンジポルノ・盗撮等）投稿者への成果報酬支払い
- ネカマ的手法利用者・SNSでのなりすまし行為者への刑事罰の明文化
- 「不同意性的記録拡散罪」の制定-被写体本人以外、つまり被写体との契約書の無いの性的記録物投稿行為の非親告罪化。
- 詐欺アフィリエイトおよび支援構造全体への刑事訴追の強化